# Shearografia

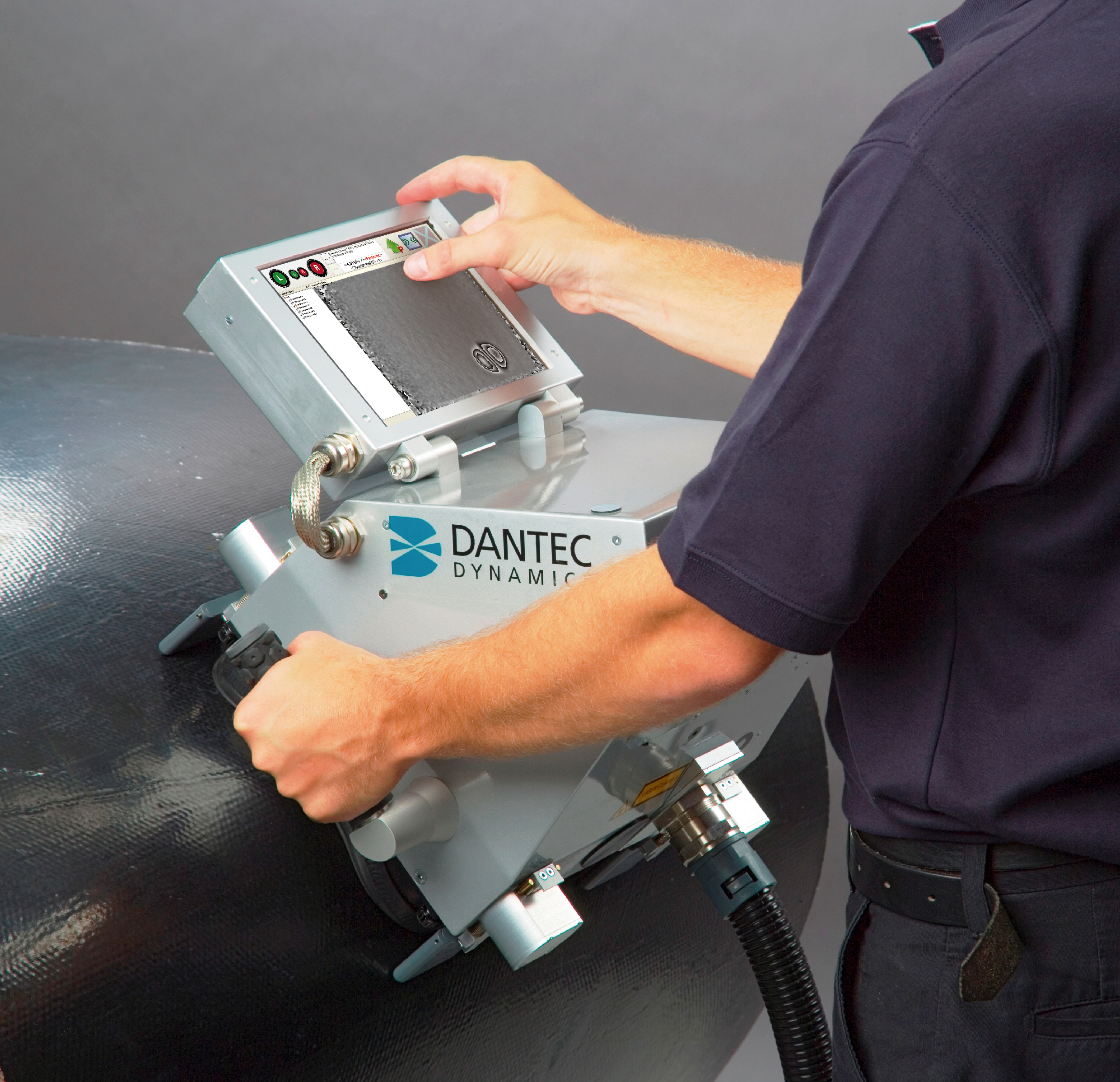
Utilizzo della shearografia sotto vuoto

La shearografia è una tecnica di verifica simile all'interferometria olografica per fornire informazioni circa la qualità di diversi materiali in test non distruttivi, misurazione delle deformazioni e analisi delle vibrazioni. 
Si tratta di un metodo ottico che si basa sulla deformazione superficiale del componente in esame a partire da una sollecitazione termica
Viene ampiamente utilizzata nell'industria aerospaziale, automobilistica e nel campo della ricerca sui materiali.
Nel caso, ad esempio, degli pneumatici viene applicata in camere sottovuoto.